# Heinrich Pohl (Jurist)
Johann Heinrich Pohl (* 4. Februar 1883 in Linz/Rhein; † 22. März 1931 in Breslau) war ein deutscher Jurist, Völkerrechtler und Hochschullehrer.

## Leben und Wirken

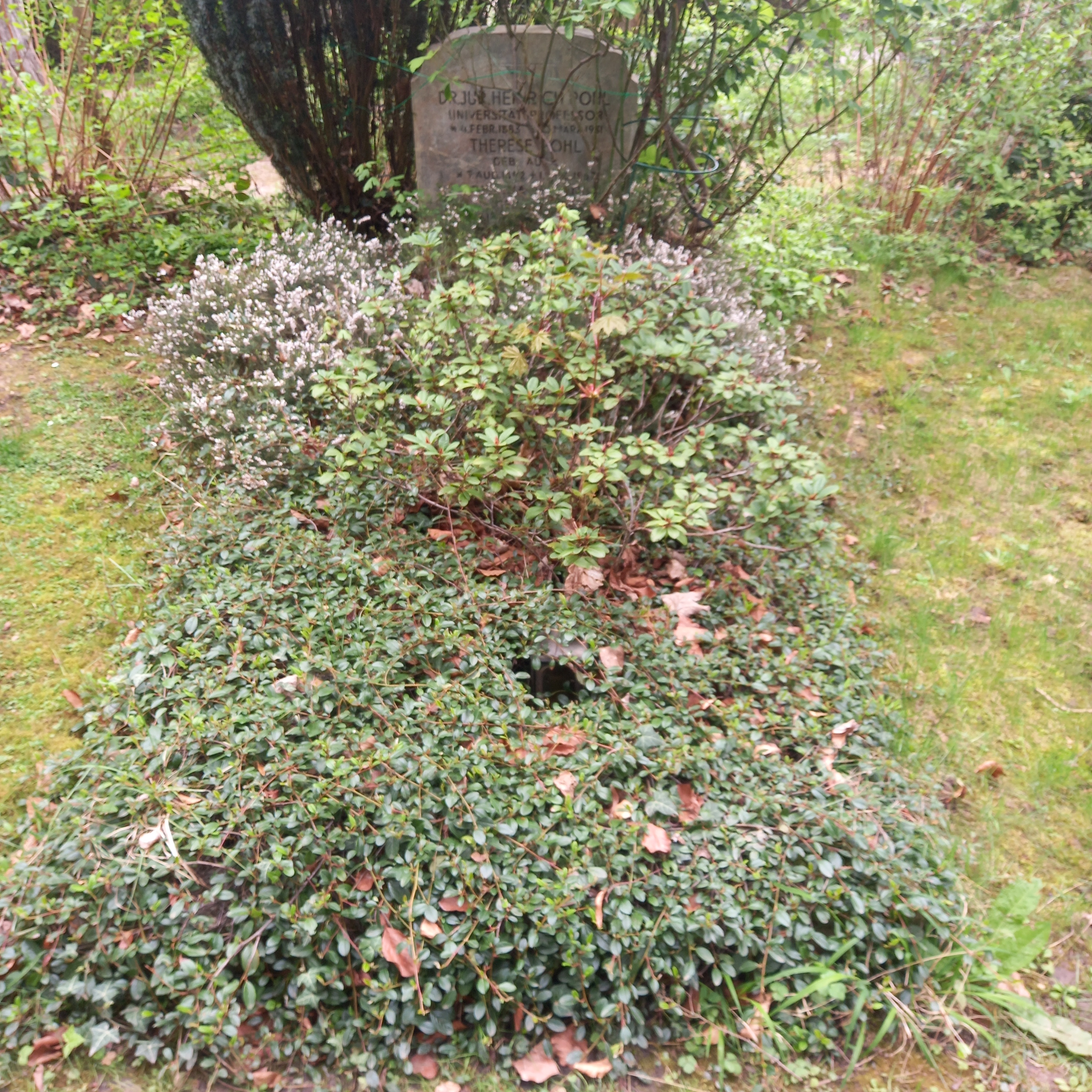
Das Grab von Heinrich Pohl und seiner Ehefrau Theresia geborene Auer auf dem Poppelsdorfer Friedhof in Bonn

Heinrich Pohl studierte Rechtswissenschaft an den Universitäten München und Bonn. Sein erstes juristisches Staatsexamen legte er am 31. Mai 1904 an der Universität Bonn ab. Von 1904 bis 1908 war er Gerichtsreferendar in Rheinbach, Bonn und Köln. Das zweite juristische Staatsexamen folgte am 18. Dezember 1908. Bereits 1905 war er an der Universität Bonn zum Dr. iur. promoviert worden. 1908 folgte eine Tätigkeit als Gerichtsassessor. Im Juni 1910 habilitierte er sich für Staats-, Verwaltungs- und Völkerrecht an der Universität Bonn. Bis 1912 lehrte er dort als Privatdozent. Von 1912 bis 1919 war er als außerordentlicher Professor für öffentliches Recht an der Universität Greifswald tätig. Außerdem wirkte er von 1914 bis 1919 als Sachverständiger für Völkerrecht beim Reichsmarineamt. Kurze Zeit war Pohl ordentlicher Professor für öffentliches Recht und Politikwissenschaft an der Universität Rostock (1919/1920), von 1920 bis 1929 dann an der Eberhard Karls Universität Tübingen und seit 1929 bis zu seinem frühen Tod an der Universität Breslau.
In seinen zahlreichen wissenschaftlichen Veröffentlichungen beschäftigte sich Pohl vor allem mit völkerrechtlichen Fragen des Kriegsrechts während des Ersten Weltkriegs, mit dem Versailler Vertrag und der Weimarer Verfassung.
Im Jahre 1923 wurde ihm die Ehrendoktorwürde der Rechts- und Wirtschaftswissenschaftlichen Fakultät der Universität Tübingen verliehen.

## Veröffentlichungen
- Die Entstehung des belgischen Staates und des Norddeutschen Bundes. Eine staatsrechtliche Studie (= Abhandlungen aus dem Staats-, Verwaltungs- und Völkerrecht, Bd. 1,1). Mohr, Tübingen 1905.
- Kritische Rundschau über ältere deutsche Ansiedlungen in den Tropen zur Feststellung der Bedeutung von Togo, Kamerun und Deutsch-Ostafrika für die deutsche Auswanderung. Heeg, Bonn 1905 (Dissertation Universität Bonn).
- Deutsche Prisengerichtsbarkeit. Ihre Reform durch das Haager Abkommen vom 18. Okt. 1907. Mohr, Tübingen 1911.
- Aus Völkerrecht und Politik. Gesammelte Aufsätze. Frensdorf, Berlin 1913.
- Die deutsche Auslandshochschule. [Eine Anregung zur Reform der diplomatischen und konsularischen Vorbildung] (= Recht und Staat in Geschichte und Gegenwart, Bd. 1). Mohr, Tübingen 1913.
- Deutsches Seekriegsrecht. Quellensammlung mit Sachregister. Heymann, Berlin 1915.
- England und die Londoner Deklaration. Mit einem Anhang deutscher und englischer amtlicher Urkunden. Guttentag, Berlin 1915.
- Deutsches Landkriegsrecht. Quellensammlung mit Sachregister. Heymann, Berlin 1915.
- Amerikas Waffenausfuhr und Neutralität. Guttentag, Berlin 1917.
- Englands Seekriegsrecht im Weltkriege. Mit einem Anhang englischer Urkunden. Puttkamer & Mühlbrecht, Berlin 1917.
- Zur Geschichte des Mischehenrechts in Preussen. Dümmler, Berlin 1920.
- Die Auflösung des Reichstags. Akademische Antrittsrede. Kohlhammer, Stuttgart 1921.
- (Hrsg., mit Carl Sartorius): Modernes Völkerrecht. Eine Sammlung von Quellen und anderen Urkunden. Beck, München 1922.
- Luftkriegsrecht. Ein Vortrag. Kohlhammer, Stuttgart 1924.
- Reichsverfassung und Völkerversöhnung. Kohlhammer, Stuttgart 1924.
- Der deutsche Unterseebootkrieg (= Tübinger Abhandlungen zum öffentlichen Recht, Bd. 6). Enke, Stuttgart 1925.
- Der deutsche Einmarsch in Belgien. Ein völkerrechtlicher Rückblick (= Völkerrechtsfragen, Bd. 2). Dümmler, Berlin 1925.
- Die katholische Militärseelsorge Preussens 1797–1888. Studien zur Geschichte des deutschen Militärkirchenrechts (= Kirchenrechtliche Abhandlungen, Bd. 102/103). Enke, Stuttgart 1926 (Nachdruck bei Schippers, Amsterdam 1962).
- Neues Völkerrecht auf Grundlage des Versailler Vertrages (= Völkerrechtsfragen, Bd. 14). Dümmler, Berlin 1927.
- Reichsverfassung und Versailler Vertrag (= Recht und Staat in Geschichte und Gegenwart, Bd. 50). Mohr, Tübingen 1927.
- Die elsass-lothringische Frage. Eine Studie zur Kritik des Versailler Vertrags (= Tübinger Abhandlungen zum öffentlichen Recht, Bd. 12). Enke, Stuttgart 1927.
- Die belgischen Annexionen im Versailler Vertrage. Kohlhammer, Stuttgart 1927.
- (Hrsg.): Das Recht des Reichstags. Eine Quellensammlung mit Sachverzeichnis. Stilke, Berlin 1928.
- Philipp Zorn als Forscher, Lehrer und Politiker. Blätter zu seinem Gedächtnis. Mohr, Tübingen 1928.
- Die Staatsangehörigkeit im internationalen Recht. Hobbing, Berlin 1928.
- Völkerrecht und Aussenpolitik in der Reichsverfassung (= Völkerrechtsfragen, Bd. 26). Dümmler, Berlin 1929.
- (mit Arthur Wegner): Fälle und Fragen des Völkerrechts. Liebmann, Berlin 1930.